# NGC 2915
NGC 2915 is een balkspiraalstelsel in het sterrenbeeld Kameleon. Het hemelobject werd op 31 maart 1837 ontdekt door de Britse astronoom John Herschel.

## Synoniemen
- ESO 37-3
- AM 0926-762
- IRAS09265-7624
- PGC 26761